# Tadeusz Pacuła
Tadeusz Jan Pacuła (ur. 25 lipca 1932 w Krakowie, zm. 17 maja 1984 tamże) – polski koszykarz występujący na pozycji obrońcy, reprezentant kraju, multimedalista mistrzostw Polski, następnie trener koszykarski.

## Życiorys
Syn Jana i Wiktorii Sierosławskiej, absolwent krakowskich VIII Państwowego Gimnazjum i Liceum im. Augusta Miłkowskiego (1950) i WSWF (1953), gdzie otrzymał tytuł magistra wf i uprawnienia trenera II kl. (1963). Najpierw grał w piłkę nożną (drużyna trampkarzy Wisły), ale talent koszykarski odkrył w nim nauczyciel Michał Mochnacki i pod jego kierunkiem w 1950 rozpoczął systematyczny trening w Ogniwie-Cracovii, po czym przeszedł do Wisły.
Trzykrotny mistrz (1954, 1962, 1964) i dwukrotny wicemistrz Polski (1956, 1959), przez ponad 10 lat (1950-1960) reprezentował barwy narodowe (rozgrywając 133 mecze i zdobywając 697 punktów) będąc w latach 1955-1960 kapitanem biało-czerwonych (także podczas IO w Rzymie). Także trzykrotny uczestnik ME: 1955 Budapeszt (5. miejsce), 1957 Sofia (7.), 1959 Stambuł (6.).
9 maja 1964 wziął udział w meczu – Wisła Kraków (70:117) All-Stars USA. W składzie reprezentacji gwiazd znajdowali się zawodnicy NBA: Bob Pettit (Hawks), Tom Heinsohn (Celtics), Bill Russell (Celtics), Oscar Robertson (Royals), Jerry Lucas (Royals), Tom Gola (Knicks), Bob Cousy, K.C. Jones (Celtics).
Po zakończeniu kariery zawodniczej był trenerem (we własnym klubie) i działaczem (organizator masowego sportu rekreacyjnego). Zasłużony Mistrz Sportu (1960) odznaczony m.in. Złotym Krzyżem Zasługi (1964), Krzyżem Kawalerskim Orderu Odrodzenia Polski (1979) i brązowym Medalem za Wybitne Osiągnięcia Sportowe.
Żonaty (15 października 1956) z koszykarką Wandą Dudek, miał syna Marka (ur. 1959), który również uprawiał koszykówkę. Zmarł nagle w Krakowie 17 maja 1984, gdzie został też pochowany.

## Osiągnięcia
Na podstawie, o ile nie zaznaczono inaczej.

### Klubowe
- Mistrz Polski (1954, 1962, 1964)
- Wicemistrz Polski (1952, 1956, 1959)
- Brązowy medalista mistrzostw Polski (1957, 1958, 1961, 1963)
- Zdobywca pucharu Polski (1952)
- Finalista pucharu Polski (1953, 1958)
- Uczestnik Pucharu Europy Mistrzów Krajowych (1963 – TOP 8)

### Reprezentacja
- Uczestnik:
  - igrzysk olimpijskich (1960 – 7. miejsce)
  - mistrzostw Europy (1955 – 5. miejsce, 1957 – 7. miejsce, 1959 – 6. miejsce)
  - turnieju przedolimpijskiego (1960)
  - meczu weteranów Polska vs Europa (1963)

### Trenerskie
- Wicemistrzostwo Polski (1958, 1971, 1972)
- Finalista pucharu Polski (1971)